# Monumento conmemorativo nacional al Vuelo 93
El Memorial Nacional al Vuelo 93 (en inglés: Flight 93 National Memorial) es un Memorial Nacional que protege al área del vuelo 93 de United Airlines, avión secuestrado durante los atentados del 11 de septiembre de 2001, que se estrelló en el municipio de Stonycreek, Pensilvania, a 2 millas (3,2 km) al norte de Shanksville, y a 60 millas (96,6 km) al sureste de Pittsburgh. El monumento conmemorativo fue hecho para honrar las memorias de las víctimas del vuelo 93, que detuvieron a los terroristas que alcanzaran su objetivo. Un memorial temporal de las 40 víctimas fue establecido poco después de que se estrellase el avión, y un memorial permanente fue inaugurado en 2011. El actual diseño del memorial es una versión modificada del originalmente planeado Crescent of Embrace por Paul y Milena Murdoch. En 2005 fue agregado al Registro Nacional de Lugares Históricos.

## Construcción
El costo del memorial permanente fue de aproximadamente de $57 millones, y será cubierto por $30 millones en donaciones privadas, y el resto con fondos federales. Se espera que esté listo para el décimo aniversario el 11 de septiembre de 2011. Su construcción se inició el 8 de noviembre de 2009.